# Bolbitis riparia
Bolbitis riparia är en träjonväxtart som beskrevs av Robbin C. Moran, Bao-kun Zhang och Øllg. Bolbitis riparia ingår i släktet Bolbitis och familjen Dryopteridaceae. Inga underarter finns listade.